# Dundalk Bay
Dundalk Bay (ir. Cuan Dhún Dealgan) – duże (33 km²), odsłonięte ujście na wschodnim wybrzeżu Irlandii. Wewnętrzna zatoka jest płytka, piaszczysta i choć nachodzi na głębszy obszar 2 km od granicy wody przejściowej. Jest w przeważającym stopniu pod wpływem morza, chociaż kilka rzek wpływa do zatoki od zachodu. W północno-zachodnim rogu zatoki rzeka Castletown a mniejsza rzeka Fane płynie w południowo-wschodnim rogu. Zlewnia wokół zatoki ma mieszany charakter rolniczy i miejski. Rzeka Castletown jest rutynowo wydobywana w celach nawigacyjnych do głębokowodnego portu Dundalk.

## Rzeki
Rzeki wpływające do Zatoki Dundalk:
- kilka małych wypływów z półwyspu Cooley
- rzeka Flurry
- rzeka Castletown – 45 km (28 mil)
  - dopływ – Cully Water River – 23,3 km (24,5 mil)
  - dopływ – Kilcurry River – 18,5 km (11,5 mil)
- rzeka Rampart, przepływająca przez centrum Dundalk, by dołączyć do wewnętrznej zatoki Dundalk
- rzeka Fane – 61,56 km (38,25 mil)
- rzeka Glyde – 55,9 km (34,7 mil)
  - dopływ – Rzeka Dee – 60,4 km (37,5 mil)